# Gustaf Mauritz Armfelt
Gustaf Mauritz Armfelt (finska:Kuusta Mauri Armfelt.) (ryska:Густав-Маврикий Максимович Армфельт Gustav-Mavrikiy Maksimovich Armfel't.), född 31 mars 1757 på Juva kaptensboställe i Tarvasjoki, död 19 augusti 1814 i Tsarskoje Selo, var en svensk friherre, militär, hovman och sedermera finländsk greve och hovman i rysk tjänst.
Armfelt var son till generalmajor Magnus Wilhelm Armfelt och hans hustru Maria Catharina Wennerstedt. Han var student vid Kungliga Akademien i Åbo 1770–1771 och Amiralitetsskolan i Karlskrona 1771–1773, blev gardesfänrik vid hovet 1774 men var tvungen att lämna Sverige 1778 efter att ha varit inblandad i en duell. Han bodde i Paris till 1780.
Armfelt blev Gustav III:s gunstling och gjorde en lysande karriär, inte bara som militär utan också i den kulturella världen. Han var chef för Kungliga Dramatiska Teatern och en av de första ledamöterna av Svenska Akademien. Efter Gustav III:s död anklagades han för en politisk konspiration och landsförvisades. Efter förlorandet av den Finska delen av riket 1809 återvände Armfelt till Finland där han gick i rysk tjänst. Senare spelade han som Alexander I av Rysslands rådgivare en viktig roll i Finlands historia.

## Biografi

### Uppväxt
Armfelt föddes 1757 som det äldsta barnet till Magnus Wilhelm Armfelt och Maria Wennerstedt. Fadern var militär och deltog som ung i slaget vid Villmanstrand. Senare gick han i fransk krigstjänst och stred bland annat i Flandern med fältmarskalken Moritz av Sachsen. Efter att ha återvänt till Sverige blev fadern till slut generalmajor och landshövding i Åbo. Modern stammade från flera anrika adliga släkter. Familjen bodde till en början på Juva kaptensboställe utanför Åbo. År 1786 köpte Magnus Armfelt Åminne herrgård för 40 000 riksdaler av den skotskfödde grosshandlaren George Seton. Åminne hade tidigare ägts av adelsätten Horn men föll i Setons ägo när den sista ägaren, Catarina Ebba Horn, avled 1782. Vidare köpte Magnus Armfelt sätesgårdarna Wiurila och Vuorentaka för 12 333 riksdaler.  Åminne skulle bli släkten Armfelts stamgods under mer än hundra år. 
Armfelt hette från början bara Gustaf, inom familjen kallad Gösta. Mauritz var ett eget tillägg som en tribut till härföraren Moritz av Sachsen. Han studerade i hemmet för en informator och kom senare till Åbo för högre studier. År 1771 påbörjade han officersutbildning vid amiralitetsskolan i Karlskrona. Han tjänstgjorde därefter en tid i Stockholm men efter att varit inblandad i en duell lämnade han landet 1778 och begav sig ut på en resa genom Europa som adjutant till Göran Magnus Sprengtporten.
Innan resan började var Armfelt gäst hos Sprengtporten på Braheslott (finska: Brahelinna) i Savolax i ett halvår. Under tiden där deltog Armfelt i militära övningar, studerade och ritade kartor. Armfelt och Sprengtporten lämnade först Finland i mars 1779. Deras mål var Preussen för att gå i krigstjänst hos den Preussiska armén som kämpade emot Österrike i det Bayerska tronföljdskriget. Dom åkte via S:t Petersburg och Tsarskoe Selo där dom umgicks med höga adelsmän och kvinnor och blev presenterade för kejsarinnan Katarina II. I Polen blev Armfelt involverad i ett "erotiskt svärmeri" med den 17-åriga grevinnan Anna Dambska och han var tydligen så förälskad att han ville stanna och gifta sig med henne. Sprengtporten lyckades dock övertala Armfelt att fortsätta resan och dom korsade snart gränsen till Preussen. Det blev dock ingen krigstjänst då fred utropades mellan Pruessen och Österrike i maj 1779. Tiden i Preussen spenderades istället med att studera militära ämnen, delta i tillställningar samt att umgås med kung Fredrik II som var Gustav III’s morbror. 
På våren 1780 hade Armfelt tagit sig till Paris utan sin mentor Sprengtporten som han inte träffat sedan dom besökte Berlin tillsammans. Dom bägge resanden hade under resans gång stött ihop ett par gånger, inklusive Sprengtportens hanterande av den polska grevinnan, och i Berlin skildes dom åt. När dom träffades igen blev brytningen total. Armfelt skrev senare till sin fader att han lämnade Sprengtporten bakom av ”politiska skäl”. 
I Paris och Versailes så studerade Armfelt det engelska språket, fäktning samt umgicks i kultur- och societetslivet. Tack vare den svenske greven och ministern Gustaf Philip Creutz blev Armfelt introducerad till det franska kungaparet. Armfelt gjorde ett snabbt besök i Sverige men återvände snart till Frankrike. Armfelt trivdes bra i Frankrike och hade gärna viljat stanna där men när han hörde att Gustav III var i Europa reste han vidare. 

### Gustav III:s gunstling
Då Gustav III besökte Spa i Belgien 1780 uppsöktes han av Armfelt, som från detta möte blev kungens förklarade gunstling. Han var en av följeslagarna i Gustav III:s italienska resa och överhopades med titlar och ärebetygelser: kapten vid livgardet av kronprins Gustav Adolf 1781, överkammarjunkare 1783, direktör för Kungliga Svenska Dramatiska Teatern och Operan, ledamot nr 110 av Kungliga Musikaliska Akademien 1788, ledamot av Svenska Akademien 1786–1794, generaladjutant och överste för Nylands infanteriregemente 1787 efter farbrodern Carl Gustaf Armfelt.
Armfelts älskarinna Magdalena Rudenschöld skrev i sina memoarer att Armfelt skulle "hava låtit hugga sig i stycken för att försvara konungen". Få brevväxlingar mellan en kung och hans undersåte som bära en så starkt personlig prägel som den mellan Gustav III och Armfelt. På sommaren 1789 skrev Armfelt exempelvis till kungen: "Jag förgäter alltid, då jag talar och även då jag skriver till Eders Maj:t, att det är till min konung jag vänder mig. Jag tänker endast på att det är för min bästa, ömmaste vän, som jag öppnar mitt hjärta; och jag skulle vilja se honom lyckligare, segerrikare, mera älskad av sina undersåtar och mera fruktad av sina fiender, än någon dödlig någonsin varit."
Armfelts roll vid Gustav III:s hov var främst teatermannens. Han verkade som författare, iscensättare och skådespelare. Den av hans teateruppsättningar som blev särskilt framgångsrik var sång- och lustspelet Tillfälle gör tjuven som uruppfördes 1783 på Ulriksdals slottsteater med Armfelt själv i en av rollerna. Pjäsen anses ha en viktig teaterhistorisk betydelse då den introducerade genren vaudeville i svensk teater. I egenskap av att vara en begåvad teaterman samtidigt som han var kungens nära vän och samtalspartner kunde Armfelt göra en lysande karriär inom teatervärlden. 1786 utsågs han till chef för Operan och två år senare till chef för Kungliga Dramatiska Teatern. Det var också i egenskap av den ledande teatermannen som Armfelt blev ledamot av den nyinstiftade Svenska Akademien 1786. Han valdes med stor enighet in av de tretton första ledamöter som Gustav III själv hade utsett och blev vid 29 års ålder den yngste i sällskapet.
Som militär deltog Armfelt i Gustav III:s ryska krig 1788–1790 och blev som brigadchef i slaget vid Savitaipal i juni 1790 allvarligt sårad i axeln. Han ledde livbataljonen ur Närke-Värmlands regemente i ett anfall mot en stark rysk position när han blev träffad och föll. Han skulle ha tillfångatagits om det inte vore för adjutanten major Axel Friedrich Meijerfeldt som räddade honom. Slaget gick förlorat och trupperna drog sig tillbaka. Brigaden togs över av Fabian Wrede. I ett brev från 9 juni befodrade Gustav III Armfelt till generalmajor och tilldelade honom Serafimerorden som gav honom rätten att bära det tillhörande blåa bandet.  Några politiskt betydelsefulla poster fick han inte förrän 1790, då han ledde fredsförhandlingarna med Ryssland i Värälä. Hösten 1791 utnämdes han till kansler för Kungliga Akademien i Åbo av kungen för att efterträda riksrådet Carl Sparre som avlidit under sommaren. 

### Armfeltska konspirationen
Efter Gustav III:s död var Armfelt ledande i den grupp av oppositionella gustavianer som var kritiska mot Gustaf Adolf Reuterholm, den starke mannen i förmyndarregeringen för Gustav IV Adolf. Reuterholm och Armfelt, som också var sysslingar, hade varit rivaler sedan ungdomsåren och avskydde varandra. Reuterholm utnämnde 1792 Armfelt till minister i Neapel, vilket var ett sätt att förpassa honom långt från händelsernas centrum. Den förbittrade Armfelt ansåg att förmyndarregeringen stred mot Gustav III:s sista vilja och hade lösa planer på att störta Reuterholm. Revolutionsplanen gick i korthet ut på att med hjälp av ryska påtryckningar tvinga fram en regimförändring och tillsätta en ny regering där den ännu omyndige kronprinsen skulle ha inflytande. Armfelt beskrev sina planer och sin upprördhet över Reuterholms regerande i brevkorrespondens med bland andra Magdalena Rudenschöld och Johan Albrekt Ehrenström men genom ett omfattande spionnätverk upptäckte Reuterholm hans planer, särskilt hjälpte Armfelts medarbetare i Italien Johan Claes Lagersvärd Reuterholm, och Armfelt dömdes 1794 till döden av Svea hovrätt. Då hade han dock redan satt sig i säkerhet i Kaluga i Ryssland, där han var landsförvisad 1794–1797. Armfelt bodde bland annat i Dresden och Berlin 1797–1799 och i hertigens av Kurland familj i Schlesien och Böhmen 1799–1802.
Efter att Gustav IV Adolf blivit myndig kung benådades Armfeldt 1799 och hans karriär tog ny fart. Han blev Sveriges minister i Wien 1800–1802, militärkommendant över svenska Vorpommern och överbefälhavare vid Västra armén i kriget mot Frankrike 1804–1807. Han återkallades också som ledamot av Svenska Akademien 1805, men uteslöts ånyo efter landsförvisningen 1811.
Armfelt utnämndes i mars 1808 till överbefälhavare över Västra armén och ledde infallet i Norge på våren och försommaren under dansk-svenska kriget 1808–1809. Trots segrar vid Lier och Mobekk slutade företaget snöpligt och han skildes i onåd från befälet i augusti 1808. Efter revolutionen i mars 1809 återfick han sitt befäl men entledigades redan i september ånyo från detta.

### Tillbaka i Finland
1809 eller 1810, efter finska kriget och förlusten av Finland till Ryssland, beslutade Armfelt att flytta tillbaka till Finland. Han kunde inte acceptera att Jean Baptiste Bernadotte, en av Napoleons före detta generaler, var utsedd till tronarvinge efter Karl XIII och Vasaätten. Kronprinsen kom till Sverige 1810 och regerade de facto efter det. Armfelt svor trohet till kejsare Alexander på ryska beskickningen i Stockholm i mars 1811. Armfelt utvisades 1811 och flyttade tillbaka till Finland, gick i tjänst hos tsar Alexander I av Ryssland och blev dennes generaladjutant, ordförande vid Kommittén för Finska Ärenden, tillförordnad generalguvernör i Finland, samt upphöjd till greve i finländska riddarhuset 1812 och kansler för Kejserliga Akademien i Åbo, före detta Kungliga Akademien i Åbo. Gustav Mauritz Armfelt anbefallde starkt tsar Alexander I att upprätthålla den gällande svenska 1734 års lag i Finland och godkänna landets status som autonoma Storfurstendömet Finland under den ryske tsaren.
Armfelt hade stort inflytande i Alexanders beslut att 1812 inlemma det så kallade Gamla Finland (det vill säga redan i 1721 och 1743 till Ryssland förlorade områden och därmed gammalt från ryskt perspektiv) i storfurstendömet och flytta huvudstaden från Åbo till Helsingfors.

### Död
Armfelt hade lidit svårt av sina skador från kriget 1788-1790 och I november 1813 blev Armfelt sjuk i stark feber och huvudvärk samt upplevde attacker av yrsel och uppkastningar. Symptomen blev dock värre med tiden och hans rörelseförmåga började påverkas negativt och till sist kunde han inte längre rida en häst utan var tvungen att färdas i vagn. Han försökte jobba som vanligt under tiden trots smärtor och perioder med feber. Armfelt var dock inte optimistisk och trodde inte att han skulle överleva sjukdomen om han inte blivit frisk före hösten. Under en vistelse i hans hus i Tsarskoje Selo, dit han färdades för att undkomma det fuktiga och blåsiga  S:t Petersburg, så började han må bättre. Hans förbättring blev dock kortvarig och hälsan förvärrades ytterligare vilket förhindrade honom att resa hem till Åminne herrgård för att avlida där så som han hade velat. Efter en tids lidande som kulimerade i en 10 minuter svår dödskamp, avled han den 19 augusti 1814 i sitt hus i Tsarskoje Selo. Armfelt blev 57 år gammal. Den ryske kejsaren förordnade en statsbegravning vilken ägde rum i Finska kyrkan i Sankt Petersburg den 25 augusti. Armfelts kista fördes därefter med ett örlogsfartyg till Åbo där den döde mottogs av en stor procession och kistan nedsattes sedan i familjegraven i Halikko kyrka. Gravkapellet hade tidigare uppförts av Armfelt i nyklassisk stil.  

## Eftermäle
Armfelt ärades i Sankt Petersburg och Åbo men i Sverige förbigicks hans död med tystnad. Samtidens biografiska skrifter och minnesbilder som i de flesta fall kom från Armfelts fiender var ytterst kortfattade. Det var först på 1880-talet när Elof Tegnér utgav en biografi i tre delar som det börjades ges en rättvisare och mer nyanserad bild av Armfelt. Ett annat verk om Armfelt kom ut på 1930-talet skrivet av den finländska författaren Carl von Bonsdorff som delvis baserades på Tegnérs verk.
Idag är mycket av Armfelts personliga korrenspondans, gårdshandlingar och andra viktiga papper bevarade hos Åbo Akademis bibliotek och innehåller det Armfeltska arkivet och Wiurila-Armfelt-samlingen på totalt 52 volymer.
Armfelts födelsehem, Juva kaptensboställe, är idag ett museum. 
År 2009 släpptes nya frimärken av betydelsefulla personligheter från året 1809 då Finland inordnades i det Ryska Imperiet. Dessa personer var  kejsare Alexander, Göran Magnus Sprengtporten, Carl Erik Mannerheim och G.M. Armfelt.
År 2010 restes en staty av Armfelt i Halikko. Statyn, som gjordes av skulptören Matti Peltokangas, kom till via stöd från bland andra Björn Wahlroos som är den nuvarande ägaren av Åminne herrgård. Statyn placerades i Armfelt parken, också döpt efter G.M. Armfelt.
I Halikko stadsdel finns en gata döpt efter G.M. Armfelt vid namn ”Kuusta Maurin kuja” vilket är finska för ”Gustav Mauritz gränd”. Gatan utgår från Åminne herrgård som leder upp till Halikko och slutar nära Halikko bibliotek.  

## Armfelts förhållanden och barn
Gustaf Armfelt hade flera förhållanden och barn. Mest känd var grevinnan Magdalena Rudenschöld (1766–1823), som var hans älskarinna 1785–1793. Med den parisiska skådespelerskan demoiselle L'Éclair hade han en son Mauritz Clairfelt (1780–1841). Clairfelt skulle förenas med sin far i Sverige 1792. Efter Clairfelts ankomst skriver Armfelt att sonens undervisning och ”karaktärsbildning” hade allvarligt försummats under hans uppväxt och att Clairfelt lika gärna kunna bli ”en galgfågel qu’une personne de mérite” [än en meriterad person].  Under exilen i Kurland 1794–1799 var han gäst hos den kurländske hertigen Peter von Biron och blev älskare åt såväl hans hustru Dorothea von Medem som dotter; med Dorotheas dotter Wilhelmine av Kurland skall han ha haft två döttrar, Gustava Wilhelmina Charlotta (Mina) Armfelt (1798–1863) och Adelaide Gustava Aspasie (Vava) Armfelt (1801–1881). Mina uppgavs officiellt vara dotter till kusinen Fredrik Armfelt. Vava adopterades 1812 till adliga ätten Armfelt.
Han gifte sig 7 augusti 1785 på Drottningholms slott med grevinnan Hedvig Ulrika De la Gardie (1761–1832), dotter till greve Carl Julius De la Gardie (1729-1786) och grevinnan Magdalena Christina Stenbock (1730-1801). Armfelt kallade Hedvig Ulrika sin ”sockersöta flicka” i deras tidiga korrenspondans, och ”pumpa” eller för det mesta ”Hedda”. Enligt Fabian Reinhold von Fersen, som var kungens överstekammarherre, spenderade Gustav III 3 år med att planera Armfelts bröllop. Vid vigselakten förde kungen bruden till altaret istället för hennes far. Gustav III tillät, (också enligt von Fersen), det nygifta paret att flytta in på Stockholms slott i kansliflygeln där paret skulle få 16 rum till deras förfogande. Detta orsakade en mindre kris i förhållandet mellan kungen och drottning Sofia Magdalena som hade blivit tilldelad enbart 7 rum. Detta orsakade en mindre kris i förhållandet mellan kungen och drottningen och 1786 inträffade en öppen brytning som tilldrog sig uppmärksamhet, där Sofia Magdalena vägrade att delta i representationen om hon inte fick tillbaka sina rum från Armfelt och dessutom inte mottog inbjudningar till tillställningar direkt från Gustav. Denna strejk var effektiv och Gustav gick med på hennes villkor efter medling av Adolf Fredrik Munck och Charlotte Manderström, men infriade inte sina löften.
Barn (i äktenskapet):
1. Maria Magdalena Catharina Augusta Armfelt, (1786–1845), grevinna
2. Gustaf Fredrik Armfelt, (1788–1789).
3. Carl Armfelt, född och död 1788.
4. Magnus Armfelt, född och död 1788.
5. Gustaf Magnus Armfelt, (1792–1856), generalmajor, greve
6. Alexander Armfelt, (1794–1876), kapten, ministerstatssekreterare, verkl. geheimeråd, greve
7. Constantin Armfelt, (1796–1797), död i Kaluga, Ryssland.
8. Carl Magnus Wilhelm Armfelt, (1797–1878).

Barn (utom äktenskapet):
1. Mauritz Clairfelt (1780–1841), med den franska skådespelerskan mademoiselle L’Éclair.
2. Gustava Wilhelmina Charlotta (Mina) Armfelt (1798–1863), med Wilhelmine av Kurland (1780-1839)
3. Adelaide Gustava Aspasie (Vava) Armfelt (1801–1881), också med Wilhelmine.

## Gods och egendomar
- Lindenäs (också skriven Linnäs), Sverige. Köpt 1792 av Gustaf Mauritz Armfelt. Sålt 1806.
- Norra Freberga, Sverige. Köpt 1791. Sålt 1806.
- Nynäs gård, Sverige. Köpt 1790 från greve Carl Wrangel. Sålt 1809.
- Wiurila gård, Finland. Köpt av Armfelts far Magnus Wilhelm samtidigt som Åminne.
- Villa Frescati, Sverige. Gavs till Armfelt av kung Gustav III.
- Vuorentaka herrgård, Finland. Köptes av Magnus Wilhelm samtidigt som Åminne. Byggdes om 1854 av greve August Armfelt.
- Åminne herrgård, Finland, som tidigare hade tillhört den adliga familjen Horn af Åminne, köptes av Armfelts far år 1786 som en fideikommiss och togs över efter faderns död av Gustaf Mauritz Armfelt. Den senare gjorde  en ombyggnad av gården under hans sista år. Gården skulle tillhöra Armfelt-släkten till 1925.

## Galleri

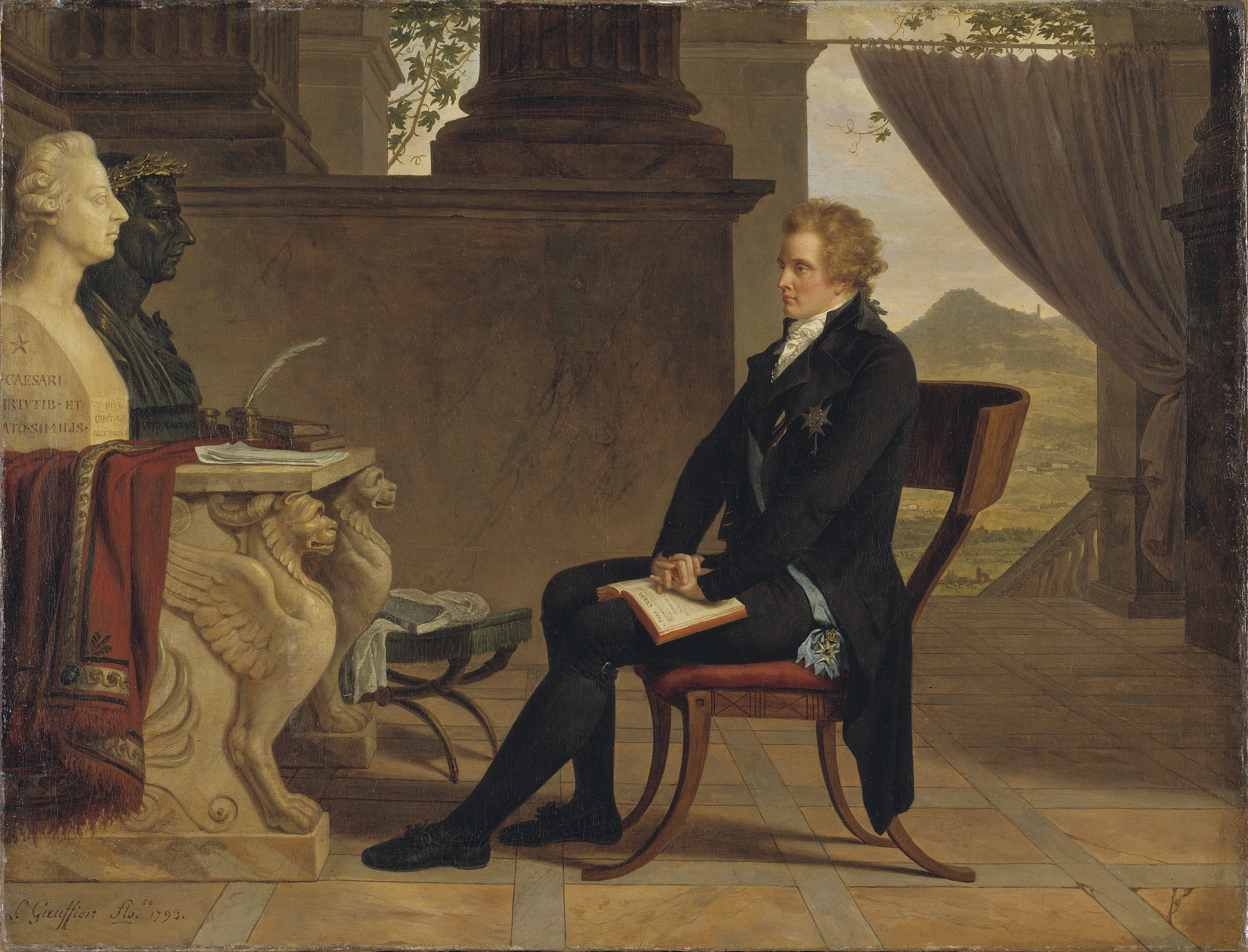
Gustaf Mauritz Armfelt i Neapel 1793. Porträtt av Louis Gauffier. Porträttet visar Armfelt sittande framför bysterna av Gustav III (benämnd den ’’Gudomlige Gustaf’’) och Julius Caesar (benämnd den ’’Gudomlige Caesar’’). På Gustafs byst står skrivet, under en strålande Polstjärna, på latin ’’J. Caesari. Virtutib. et. fato. similis.’’ Vilket på svenska blir ’’Lika dygdig som Julius Caesar, och mötte samma öde.’’. I sitt knä håller han en öppen bok som handlar om Mordet på Caesar.
Armfelt avporträtterad 1785 av Adolf Ulrik Wertmüller. Armfelt är iklädd skytisk dräkt.
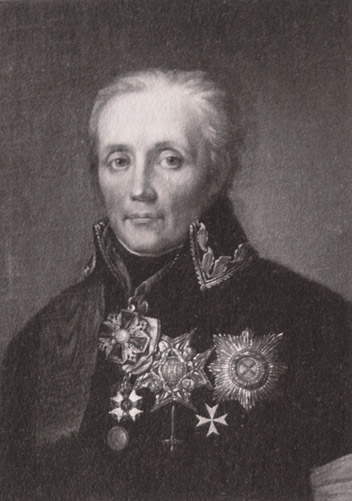
Gustaf Mauritz Armfelt på äldre dagar.
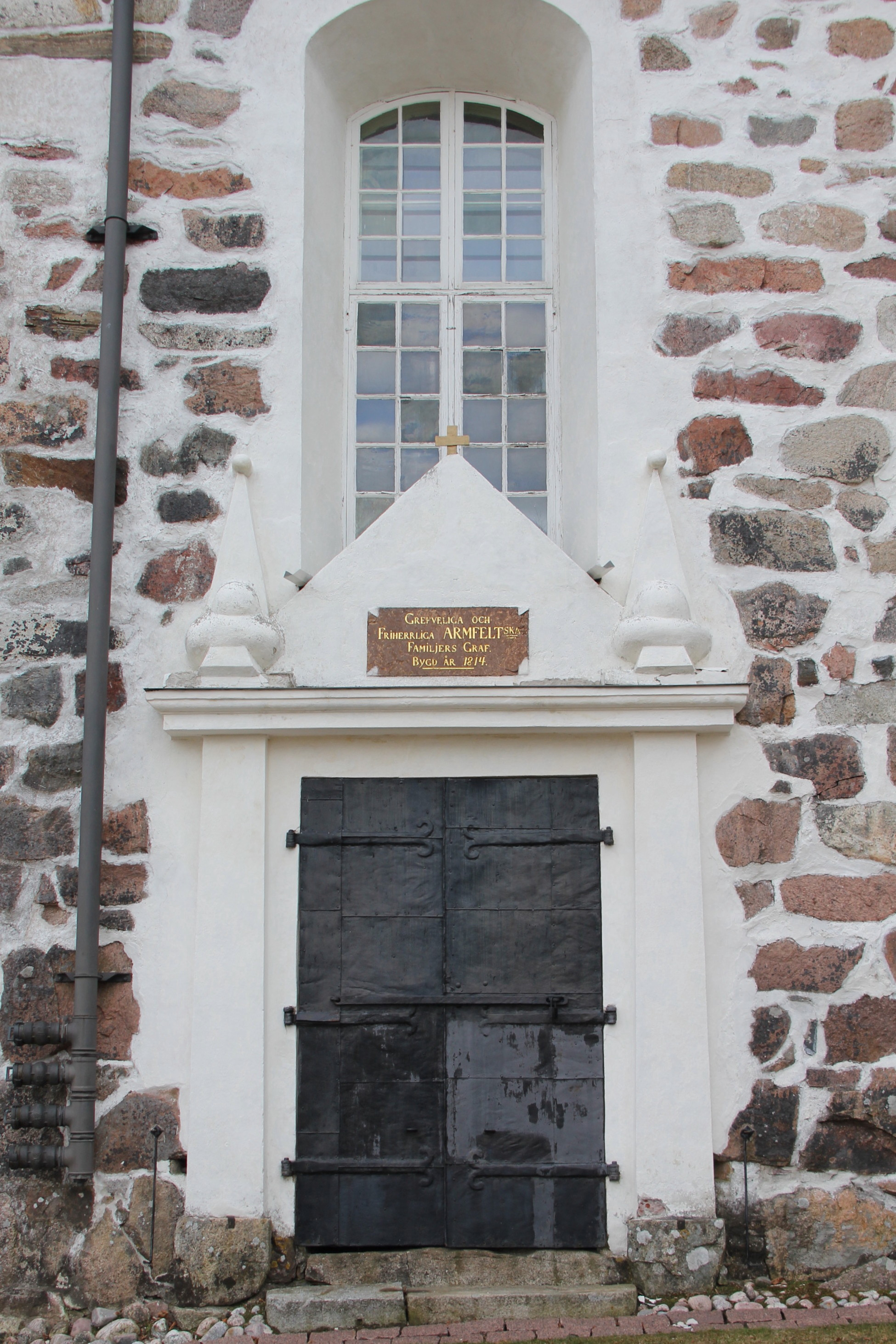
Ingången till Armfelts gravkapell på den södra delen av Halikko kyrka.
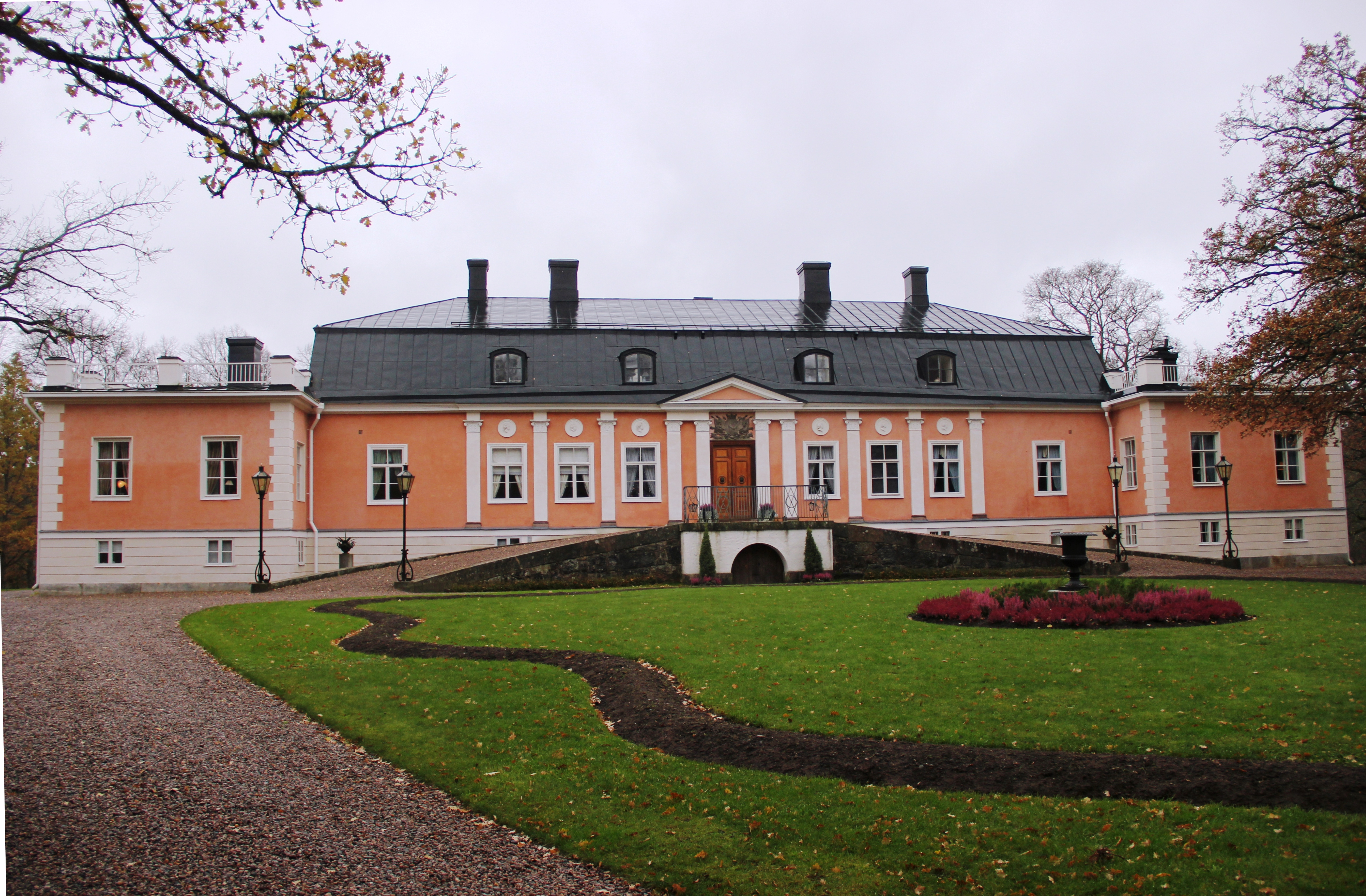
Åminne herrgård 2014.

## Utmärkelser
(Baserat på okulär bedömning på de porträtt som finns på denna sida)
- Serafimerorden 1790[39]
- Riddare med Stora Korset av Svärdsorden 1789
- Kommendör med Stora Korset av Svärdsorden 1790
- Andreasorden
- Elefantorden 1787 [40]
- Sankt Georgsorden
- Alexander-Nevskij-orden
- Sankt Vladimirs orden
- Malteserorden

## Grader och titlar
- 1771 Kadett vid amiralitetsskolan i Karlskrona[39]
- 1771 Korpral vid Åbo läns livdragoner
- 1772 Sergeant
- 1773 Avlade officersexamen
- 1774 Fänrik vid livgardet
- 1777 Löjtnant
- 1781 Kavaljer hos kronprins Gustav Adolf [41]
- 1782 Kapten vid gardet
- 1783 Kompanichef
- 1783 Överstelöjtnant i armén och generaladjutant av flygeln
- 1783 Överstekammarjunkare
- 1786 Överstelöjtnant vid Nylands infanteriregemente
- 1787 Överste
- 1788 Brigadchef för frikåren i Dalarna och befälhavare över trupperna vid värmländska gränsen
- 1789 Erhöll på nytt befäl över trupperna vid norska gränsen
- 1789 Erhöll befäl i Finland
- 1790 Generalmajor
- 1790-1792 Förde befäl över andra livgardet
- 1791 Chef för Närkes och Värmlands regemente
- 1792 Generallöjtnant
- 1804-1807 Generalbefälhavare i Pommern
- 1807 General av infanteriet
- 1808 Högste befälhavare för västra, mot Norge opererande armén
- 1809 Blev en av rikets herrar vid Karl XIII:s kröning
- 1809 President i krigskollegium
- 1810 Erhöll avsked ur svensk statstjänst
- 1812 Ordförande i kommittén för finska ärendena i Petersburg
- 1812 Rysk general av infanteriet och kejsarens förste generaladjutant
- 1812 På nytt kansler för Åbo universitet
- 1812-1814 Finsk-rysk greve
- 1812-1813 Tillförordnad generalguvernör över Finland